# Зоря (Гур'євський округ)
Зоря́ (рос. Заря) — селище у складі Гур'євського округу Кемеровської області, Росія.
Стара назва — підсобне хозяйство Баріт.

## Населення
Населення — 22 особи (2010; 64 у 2002).
Національний склад (станом на 2002 рік):
- росіяни — 97 %